# Hełm wz. 70

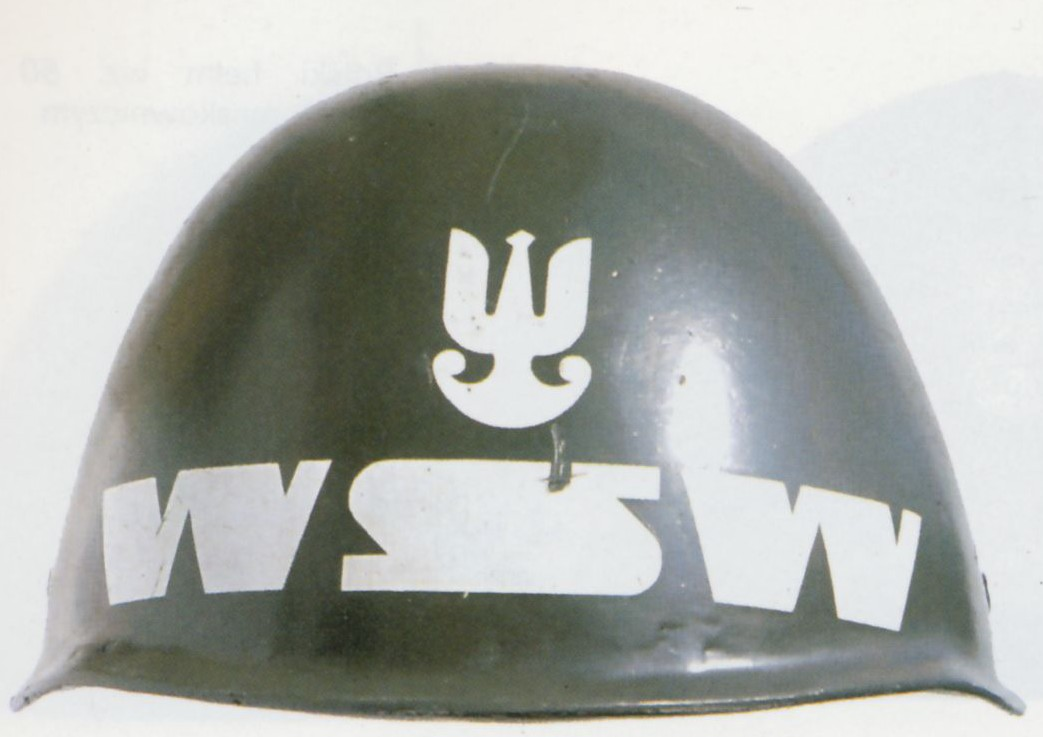
Hełm wz. 70

Hełm wz. 70 – polski hełm patrolowy. Używany przez WSW (obecnie ŻW), w służbach wartowniczych, oddziałach reprezentacyjnych i orkiestrach wojskowych.
Kształt dzwonu wzorowany jest na hełmie wz. 67. Wykonany jest z tworzywa sztucznego, ścianki  mają grubość 4 mm. Stosuje się dwa rodzaje fasunku. Pierwszy rodzaj to wyposażenie z hełmu wz. 67. Natomiast drugi to wyposażenie wz. 67/75. Masa całkowita hełmu wynosi ok. 800 g, czyli połowa masy hełmu wz. 67.
Hełmy występują w trzech kolorach: khaki (dla wojsk lądowych), szaroniebieskim oraz białym (dla ŻW, wprowadzone w roku 1990). Na hełmach używanych przez WSW malowano białą farbą właściwą oznakę (stylizowane litery „WSW” oraz znak orła WL). Na białe hełmy Żandarmerii Wojskowej nanosi się czarną farbą litery „ŻW”. Na pozostałych hełmach nanosi się tylko znak orła wojskowego.